# Kulturpreis der Stadt Erlangen
Der Kulturpreis der Stadt Erlangen wird „in Anerkennung hervorragender kultureller Leistungen“ vergeben.

## Geschichte
Von 1962 bis 1991 wurde der Kulturpreis und der Kulturförderpreis der Stadt Erlangen im Wechsel unregelmäßig vergeben, der Kulturförderpreis bis 1996. Im Juli 2006 beschloss der Stadtrat, den Kulturpreis in regelmäßigen Abständen von zwei Jahren zu vergeben. Der Preis ist mit 10.000 Euro dotiert.

## Kulturpreis der Stadt Erlangen bis 1991
- 1962: Lothar Strauch, Bildhauer
- 1968: Werner Heider, Komponist und Dirigent
- 1971: Otto Grau, Maler und Grafiker
- 1972: Klaus-Peter Dencker, Schriftsteller, Künstler und Filmemacher; Inge Meidinger-Geise, Schriftstellerin
- 1975: Carl-Heinz Scheithauer, Chorleiter und Dirigent
- 1977: Helmut Lederer, Bildhauer und Fotograf
- 1979: Erlanger Kammerorchester (EKO)
- 1981: Hans Gügel, Bildhauer; Wilhelm Hilpert, Maler
- 1983: Oskar Koller, Maler
- 1985: Dirk und Vivienne Keilhack, Klavierduo
- 1987: Angela Winkler, Schauspielerin
- 1989: Walter Zimmermann, Maler
- 1991: Rütjer Rühle, Maler

## Kulturförderpreis der Stadt Erlangen bis 1996
- 1963: Bernhard Rein (Bildende Kunst)
- 1966: Frieder Hofmann, Sebastian Kelber (Musik)
- 1969: Gisela Aulfes-Daeschler, Karl-Friedrich Walter (Bildende Kunst)
- 1974: Künstlergruppe ZEKK (Bildende Kunst)
- 1976: Michael Engelhardt, Thomas Richter (Bildende Kunst); Jürgen Naumann, Ginka Steinwachs (Literatur); Computerstudio Erlangen e. V., Herbert Hechtel (Musik)
- 1978: Claus Peter Wrede (Bildende Kunst); Kinowerkstatt Erlangen e. V. (Foto/Film/Video); Gerhard Wagner (Literatur); Dieter Bihlmaier (Musik)
- 1980: Bernd Böhner (Fotografie); Heinz Ehemann, Gabbo Mateen, Klaus Renner/Verleger (Literatur); Jazzduo Nebbich: Rainer Glas, Traugott Jaeschke, Wolfgang Watzinger (Musik); Werner Müller (Theater)
- 1982: Roland Hanusch, Rütjer Rühle (Bildende Kunst), Habib Bektaş (Literatur); Laurenzius Strehl (Musik); Hobelspäne: Klaus Karl-Kraus und Winfried Wittkopp, (Theater)
- 1984: Christian Manhart (Bildende Kunst); Koschka Hildenbrand (Literatur); ERMI – Erlanger-Rock-Musik Initiative, Osvaldo Parisi (Musik); Die Halskrause: Dietmar Peschel und Wolf Kittler (Theater/Film)
- 1986: Margit Schmitt-Leibinger (Bildende Kunst); Erich Malter (Fotografie); Figurentheater Mechelwind, Edmund Unterhofer, Achim Kasch (Theater)
- 1988: Hans-Jörg Dürr (Bildende Kunst); Farhad Showghi (Literatur); Roman Emilius, Klaus Treuheit (Musik); Figurentheater Regenbogen, Wolfgang Tietz, (Theater)
- 1990: Margit O. Hoffmann (Bildende Kunst); Georg Pöhlein (Fotografie); Ulrich Seifert (Literatur); Dorian Keilhack, Musiktheatergruppe des Marie-Therese-Gymnasiums (Musik)
- 1992: Stefanie Schneider (Bildende Kunst); Stefan Poetzsch (Musik); Horst Konietzny (Theater/Film)
- 1994: Martin Voßwinkel (Bildende Kunst); Peter Heider und Tilo Heider (Musik); ARENA der jungen Künste (Theater)
- 1996: Franziska Uhl (Bildende Kunst); Helmut Haberkamm (Literatur); Fabian Dirr (Musik)

## Kulturpreis der Stadt Erlangen ab 2006
- 2006: Gerhard Rilling, Kirchenmusikdirektor
- 2008: Inge Obermayer, Autorin
- 2010: Hans Dickel, Kunsthistoriker
- 2012: Isi Kunath, bildende Künstlerin, Fotografin
- 2014: Monika J.Schödel-Müller und Werner B. Nowka, Keramikkünstler
- 2016: Erlanger Chor Vocanta, gemischter Laienchor[1]
- 2018: Helmut Haberkamm, Mundartautor[2]
- 2020: Stefan Kügel, Schauspieler und Theaterleiter[3]
- 2022: Michael Jordan (Zeichner), bildender Künstler, Comic-Zeichner[3]
- 2024: Susanne Hartwich-Düfel, Kirchenmusikerin, Cembalistin[4]